# Maurycy Kahane
Maurycy Kahane (ur. 28 listopada 1836 w Ratzersdorf, zm. 27 września 1896 w Tarnopolu) – urzędnik, powstaniec styczniowy, działacz społeczny.

## Życiorys
Urodził się 28 listopada 1836 w Ratzersdorf w rodzinie żydowskiej. Był synem Ignacego (lekarz, zm. 1875). Miał braci Filipa (1838-1915), Leona (zm. 1864), Zygmunta (1846-1889) oraz siostrę Ludwikę (w latach 90. XIX wieku w stanie panieńskim członkini sanockiego gniazda Polskiego Towarzystwa Gimnastycznego „Sokół”). Wraz z rodziną przeprowadził się do Sanoka pod zaborem austriackim, gdzie ojciec rodziny od około 1857 pracował jako lekarz.
Po założeniu szpitala dla chorych w Sanoku 1 sierpnia 1857 był zarządcą tegoż od około 1860 do około 1862 (zastąpił na tym stanowisku swojego brata Filipa).
Po wybuchu powstania styczniowego 1863 wraz z bratem Filipem przyłączył się ochotniczo do walk (potem obaj otrzymali nominacje oficerskie). Maurycy Kahane służył jako szeregowiec w oddziale pułkownika Apolinarego Kurowskiego, potem pod komendą gen. Mariana Langiewicza i gen. Antoniego Jeziorańskiego. Został mianowany na stopień porucznika. Brał udział w bitwie pod Skałą, bitwie pod Małogoszczem (24 lutego 1863, tam stracił palec u ręki i dostał postrzał w nogę), bitwie Pieskową Skałą (4 marca 1863), ponownie w bitwie pod Skałą (5 marca 1863, tam został dwukrotnie ranny), bitwie pod Kobylanką (1 i 6 maja 1863). Jak określono w późniejszych latach, skompromitowany w obecn. władz austr., przez siedem lat przebywał na emigracji w Rumunii. Po powstaniu nosił ranę w postaci przestrzelonej nogi. Jego młodszy brat Leon zmarł wskutek ran odniesionych w powstaniu.
Po wprowadzeniu autonomii galicyjskiej (1867) wstąpił do służby w Galicji. Od około 1872 do około 1875 był naczelnikiem stacji w Chyrowie w ramach C. K. Uprzywilejowanej Pierwszej Węgiersko-Galicyjskiej Kolei. Osiadł w Tarnopolu. Od około 1877 do końca życia był urzędnikiem filii w Tarnopolu (założonej w 1869) C. K. Uprzywilejowanego Galicyjskiego Akcyjnego Banku Hipotecznego we Lwowie.
W Tarnopolu był działaczem tamtejszego gniazda Towarzystwa Gimnastycznego „Sokół”, od 1892 członek wydziału tegoż, w maju 1893 został delegatem do powstałego wówczas Związku Sokołów Polskich we Lwowie, a od 1894 pełnił funkcję sekretarza wydziału, wybrany członkiem honorowym tarnopolskiej organizacji. Należał też do Towarzystwa Uczestników Powstania 1863 roku. Był autorem sztuki teatralnej pt. Szpieg, wystawionej za jego życia w Tarnopolu.
Był żonaty z Anielą z domu Kędzierską (zm. w kwietniu 1896 w wieku 43 lat). Zmarł po długiej chorobie 27 września 1896 w Tarnopolu w wieku 60 lat.
Inny Maurycy Kahane od lat 80. był adwokatem związanym ze Lwowem oraz członkiem C. K. Rady Szkolnej Okręgowej w Bóbrce.